# Silvitettix communis
Silvitettix communis is een rechtvleugelig insect uit de familie veldsprinkhanen (Acrididae). De wetenschappelijke naam van deze soort werd voor het eerst geldig gepubliceerd in 1904 door Lawrence Bruner.